# Dream (vidéaste web)
 (juillet 2022).
La mise en forme du texte ne suit pas les recommandations de Wikipédia : il faut le « wikifier ».
Les points d'amélioration suivants sont les cas les plus fréquents. Le détail des points à revoir est peut-être précisé sur la page de discussion.
- Les titres sont pré-formatés par le logiciel. Ils ne sont ni en capitales, ni en gras.
- Le texte ne doit pas être écrit en capitales (les noms de famille non plus), ni en gras, ni en italique, ni en « petit »…
- Le gras n'est utilisé que pour surligner le titre de l'article dans l'introduction, une seule fois.
- L'italique est rarement utilisé : mots en langue étrangère, titres d'œuvres, noms de bateaux, etc.
- Les citations ne sont pas en italique mais en corps de texte normal. Elles sont entourées par des guillemets français : « et ».
- Les listes à puces sont à éviter, des paragraphes rédigés étant largement préférés. Les tableaux sont à réserver à la présentation de données structurées (résultats, etc.).
- Les appels de note de bas de page (petits chiffres en exposant, introduits par l'outil «  Source ») sont à placer entre la fin de phrase et le point final[comme ça].
- Les liens internes (vers d'autres articles de Wikipédia) sont à choisir avec parcimonie. Créez des liens vers des articles approfondissant le sujet. Les termes génériques sans rapport avec le sujet sont à éviter, ainsi que les répétitions de liens vers un même terme.
- Les liens externes sont à placer uniquement dans une section « Liens externes », à la fin de l'article. Ces liens sont à choisir avec parcimonie suivant les règles définies. Si un lien sert de source à l'article, son insertion dans le texte est à faire par les notes de bas de page.
- La présentation des références doit suivre les conventions bibliographiques. Il est recommandé d'utiliser les modèles {{Ouvrage}}, {{Chapitre}}, {{Article}}, {{Lien web}} et/ou {{Bibliographie}}. Le mode d'édition visuel peut mettre en forme automatiquement les références.
- Insérer une infobox (cadre d'informations à droite) n'est pas obligatoire pour parachever la mise en page.

Pour une aide détaillée, merci de consulter Aide:Wikification.
Si vous pensez que ces points ont été résolus, vous pouvez retirer ce bandeau et améliorer la mise en forme d'un autre article.
Pour les articles homonymes, voir Dream.
Dream (né le 12 août 1999) est le pseudonyme d'un vidéaste américain, principalement connu pour ses contenus liés à l'univers de Minecraft et du speedrun, diffusés sur des plateformes telles que YouTube et Twitch. Il a longtemps utilisé l'image d'un blob blanc sur fond vert ou un masque blanc souriant. Dream commence sa carrière sur YouTube vers 2014, mais c'est en 2019 et 2020 qu'il connaît une popularité croissante en publiant des vidéos centrées sur le jeu Minecraft. Il est fréquemment accompagné de ses deux acolytes GeorgeNotFound et Sapnap dans ses vidéos et streams, formant ainsi la Dream Team. En 2020, il crée la Dream SMP, un serveur Minecraft rassemblant plusieurs vidéastes anglophones spécialisés dans Minecraft, tels que Wilbur Soot, Technoblade, Philza ou TommyInnit. À la fin de 2020, Dream est accusé de tricherie suite à une enquête menée par le site web Speedrun.com.
Ses chaînes YouTube totalisent plus de 41,8 millions d'abonnés et plus de 2,87 milliards de vues en août 2022. En 2020, la plateforme le désigne comme "Breakout Creator", puis en 2021 comme "Creator of the Year".
En 2021, Dream se lance dans la musique et sort trois chansons avant la fin du mois d'août de cette année.
Le 2 octobre 2022,, il publie une vidéo très attendue dans laquelle il révèle son visage. Cette vidéo sera supprimée en 2023 avant d'être republiée, atteignant en avril 2024 plus de 63,9 millions de vues.

## Carrière

### Youtube
Dream a lancé sa chaîne YouTube le 8 février 2014. Il publie sa première vidéo le 6 juillet 2019. Sa chaîne est devenue populaire grâce à plusieurs concepts, comme certaines vidéos où il doit terminer le jeu Minecraft tout en se faisant poursuivre par un ou plusieurs de ses amis, qui essaient de l'en empêcher.
En décembre 2020, lors du YouTube Rewind, YouTube a publié une liste de ses vidéos et créateurs les plus populaires. Sur la liste des États-Unis, YouTube a classé la vidéo "Minecraft Speedrunner VS 3 Hunters GRAND FINALE" de Dream au 7e rang des "Top Trending Video" et a classé Dream comme le 2e "Top Creator" et le 1er "Breakout Creator".
Le livestream (sur YouTube) de Dream en novembre 2020, qui a atteint une pointe de 700 000 spectateurs, est le 6e stream de jeu le plus regardé jusqu'alors en 2021. Un article de Polygon de décembre 2020 a déclaré que « 2020 a été une année formidable pour Dream », le décrivant comme « la plus grande chaîne de jeux YouTube du moment ».
En janvier 2021, il est désigné par le journal américain Insiders comme étant « l'une des personnalités ayant le plus augmenté en nombre d'abonnés sur la plateforme de YouTube » et ayant « l'une des fanbase la plus loyale et fidèle ».
Passant de 1224 abonnés en juin 2019 à 1,030 Millions en janvier 2020 à 15,1 Millions d'abonnés en janvier 2021, il gagne en totalité plus de 15 millions d'abonnés en presque un an sur la plateforme.
Le 2 octobre 2022, après de nombreuses annonces et deux jours passés à révéler son visage à ses amis et à d’autres créateurs de contenu en ligne, Dream met en ligne sur sa chaîne YouTube principale une vidéo intitulée « hi, I’m Dream ». Après huit ans d’anonymat complet sur internet, il y révèle son visage. Lors de la première diffusion, un pic de plus d’1,5 million de personnes regardant simultanément la vidéo est atteint. Dix heures après sa sortie, elle dépasse les 15 millions de vues sur la plateforme.
La vidéo provoque une vague massive d’enthousiasme, mais aussi de haine sur les réseaux sociaux, provoquant une réponse du créateur.

#### Minecraft Manhunt
La série la plus connue et la plus regardée de Dream est Minecraft Manhunt, un mode de jeu dans lequel un joueur — généralement Dream — tente de finir le jeu en speedrun avec une seule vie, tandis qu'un autre joueur ou une équipe de joueurs (les Hunters) tentent d'empêcher le speedrunner de finir le jeu (c'est-à-dire de tuer l'Ender-Dragon, boss final du jeu Minecraft). Les hunters ont des vies infinies et une boussole pointant vers le speedrunner. Ils gagnent si le speedrunner meurt avant de finir le jeu.
Le 26 décembre 2019, Dream a mis en ligne la première vidéo de cette série, intitulée "Minecraft Speedrunner VS Hunter". Dream répétera par la suite ce style de vidéo à de nombreuses reprises, augmentant le nombre de hunters au fil du temps. Ces vidéos ont cumulé des centaines de millions de vues. L'une de ses vidéos Manhunt était sixième dans les vidéos les plus populaires de YouTube en 2020.
Nicolas Perez, écrivant dans Paste, a décrit Minecraft Manhunt comme « une expérience qui me laisse bouche bée à chaque fois », affirmant que le format de Minecraft Manhunt « semble garantir que les hunters arrivent en tête. Mais le plus souvent, Dream tire juste assez d'as de sa manche pour battre de justesse les hunters, et finalement le jeu ».

#### Dream SMP
Le serveur Dream SMP est un serveur Minecraft multijoueur de survie privé appartenant à Dream, lancé en mai 2020. Il est joué par Dream et d'autres créateurs de contenu Minecraft. Le serveur est divisé en factions et comprend un jeu de rôle avec des événements majeurs librement scriptés à l'avance, la plupart des autres éléments étant improvisés. Les parties sont diffusées en direct sur YouTube et sur Twitch.
Ce serveur a permis a plusieurs petits créateurs de sortir du lot et de se faire remarquer à grande échelle grâce à l’influence des créateurs les plus importants du serveur.
Le serveur et son histoire se sont arrêtés en 2023 lors d'un stream où Tommyinnit et le reste du serveur se sont tous rassemblés pour tuer l'Ender-dragon (boss final du jeu Minecraft).

#### Compétitions Minecraft
Tout au long de 2020, Dream a participé au Minecraft Championship, une compétition mensuelle Minecraft organisé par Noxcrew. Il est arrivé à la première place du 8e et 11e Minecraft Championship. En septembre 2020, lors du 10e Minecraft Championship, il a joué pour une association caritative, recueillant environ 3 400 dollars.
Lors de juin 2022, il va encore participer aux jeux, et donnera 10,893 $ à l'association Trevor Project.

#### Accusation de triche
Début octobre 2020, Dream a diffusé en direct un speedrun de Minecraft et l'a soumis à un site Web majeur de speedrunning, Speedrun.com. Il a remporté la 5e place pour le record.
Le 11 décembre 2020, après une enquête de deux mois, l'équipe de vérification Minecraft de Speedrun.com a partagé une vidéo de 14 minutes ainsi qu'un rapport analysant six streams archivés de sessions de speedrunning de Dream, et elle a conclu que le jeu avait été modifié pour augmenter les chances d'obtenir certains objets nécessaires pour terminer le jeu. Dream a nié les accusations et a répondu avec un rapport écrit par un statisticien anonyme, qu'il prétendait être astrophysicien. Dot Esports a déclaré que le rapport ne l'avait pas disculpé, et « tout au plus » suggérait qu'il n'était pas impossible qu'il ait eu de la chance. L'équipe de modération a maintenu sa décision. Dans un tweet, Dream a indiqué qu'il accepterait leur décision, sans admettre de faute de sa part. Le 30 mai 2021, Dream avoue avoir modifié le jeu, accidentellement selon lui, dans un post sur le site Pastebin qui a été publié sur Twitter,.

### Musique
Le 4 février 2021, Dream sort son premier titre avec l'aide de PmBata. Il est nommé "Roadtrip", et a plus de 28 millions de vues sur YouTube. Par la suite, il va aussi publier "Mask" en mai 2021. Pour clôturer l'année, Dream et Alec Benjamin vont sortir ensemble en août "Change My Clothes".
Ces trois titres sont publiés sur toutes les plateformes de musique, et également YouTube.
Le 23 juin 2023, il sortira son single "Until I End Up Dead" sur toutes les plateformes de streaming suivi d'un clip vidéo à la mémoire de son ami défunt et célèbre youtubeur Technoblade,

## Récompenses et nominations
| Année | Prix            | Catégorie                    | Résultat |
| ----- | --------------- | ---------------------------- | -------- |
| 2020  | Streamy Awards  | Gaming & Breakout creator    | Lauréat  |
| 2021  | Streamy Awards  | Gaming & Creator of the Year | Lauréat  |
| 2021  | The Game Awards | Content Creator of the Year  | Lauréat  |

## Voir également
- Liste des chaînes Twitch les plus suivies
- Speedrun
- La triche dans les jeux vidéo